# Altenberg (Naturschutzgebiet)
Altenberg ist ein Naturschutzgebiet in Igersheim im Main-Tauber-Kreis in Baden-Württemberg.

## Geschichte
Durch Verordnung des Regierungspräsidiums Stuttgart über das Naturschutzgebiet Altenberg vom 6. November 1985 wurde ein Schutzgebiet mit 87 Hektar ausgewiesen.

## Schutzzweck
„Schutzzweck ist die Erhaltung naturnaher Waldbestände, des Erlenbachtals und der Halbtrockenrasen mit den charakteristischen Steinriegeln zur Sicherung der typischen Tier- und Pflanzengesellschaften“ (LUBW).

## Schonwald
Ein Teilbereich des Naturschutzgebiets mit einer Größe von 46,6 Hektar ist ebenfalls unter dem Namen Altenberg mit der Schutzgebietsnummer 200124 seit 3. Dezember 2004 als Schonwald ausgewiesen.

## Flora und Fauna
Es bestehen naturnahe Waldbestände und Halbtrockenrasen mit charakteristischen Steinriegeln mit typischen Tier- und Pflanzengesellschaften. Auf den halboffenen Sukzessionsflächen wachsen unter anderem selten gewordenene heimische Orchideen wie das Breitblättrige Knabenkraut.

## Belege
1. 1 2  Reinhard Wolf, Ulrike Kreh (Hrsg.): Die Naturschutzgebiete im Regierungsbezirk Stuttgart. Thorbecke, Ostfildern 2007, S. 310–312 (Altenberg).
2. 1 2  Landesanstalt für Umwelt, Messungen und Naturschutz Baden-Württemberg: 1.140 Altenberg. Online auf www.lubw.baden-wuerttemberg.de. Abgerufen am 27. Juli 2018.
3. ↑  NSG am Galgenberg  Altenburg (Memento des Originals vom 23. April 2021 im Internet Archive)  Info: Der Archivlink wurde automatisch eingesetzt und noch nicht geprüft. Bitte prüfe Original- und Archivlink gemäß Anleitung und entferne dann diesen Hinweis. Abgerufen am 13. März 2021